# Galeodes australis
Galeodes australis är en spindeldjursart som beskrevs av Pocock 1900. Galeodes australis ingår i släktet Galeodes och familjen Galeodidae. Inga underarter finns listade i Catalogue of Life.